# Negalasa
Negalasa is een geslacht van vlinders van de familie snuitmotten (Pyralidae), uit de onderfamilie Chrysauginae.

## Soorten
- N. fumalis Barnes & McDunnough, 1913
- N. rubralis Barnes & McDunnough, 1913